# Martin Verkerk
Martin Verkerk es un exjugador profesional de tenis nacido el 31 de octubre de 1978 en Leiderdorp, Países Bajos. Es principalmente recordado por ser el sorpresivo finalista del Abierto de Francia de 2003 donde perdió ante el español Juan Carlos Ferrero luego de superar a jugadores de mucho mayor trayectoria como Carlos Moyá y Guillermo Coria. Después de esa actuación, no volvió a pasar jamás de tercera ronda en un Grand Slam.

## Torneos de Grand Slam

### Finalista en Individuales (1)
| Año  | Campeonato    | Oponente en la final | Resultado en final |
| 2003 | Roland Garros | Juan Carlos Ferrero  | 1-6 3-6 2-6        |

## Títulos (2)

### Individuales (2)
| Leyenda                |
| Grand Slam (0)         |
| Tennis Masters Cup (0) |
| ATP Masters Series (0) |
| ATP Tour (2)           |

| N.º | Fecha               | Torneo     | Superficie    | Oponente en la final | Resultado      |
| --- | ------------------- | ---------- | ------------- | -------------------- | -------------- |
| 1.  | 27 de enero de 2003 | Milán      | Moqueta       | Yevgeny Kafelnikov   | 6-4 5-7 7-5    |
| 2.  | 12 de julio de 2004 | Amersfoort | Tierra batida | Fernando González    | 7-6(5) 4-6 6-4 |

### Finalista en individuales (2)
- 2003: Roland Garros (pierde ante Juan Carlos Ferrero)
- 2004: Múnich (pierde ante Nikolay Davydenko)

### Clasificación en torneos del Grand Slam
| Torneo             | 2007 | 2006 | 2005 | 2004 | 2003 | 2002 | Títulos |
| ------------------ | ---- | ---- | ---- | ---- | ---- | ---- | ------- |
| Australian Open    | -    | -    | -    | 1r   | 1r   | -    | 0       |
| Roland Garros      | 1r   | -    | -    | 3r   | F    | -    | 0       |
| Wimbledon          | -    | -    | -    | 2r   | 1r   | -    | 0       |
| US Open            | -    | -    | -    | -    | 3r   | 1r   | 0       |
| Tennis Masters Cup | -    | -    | -    | -    | -    | -    | 0       |

### Challengers singles (4)
| N.º | Fecha                   | Torneo    | Superficie    | Oponente en la final | Resultado   |
| --- | ----------------------- | --------- | ------------- | -------------------- | ----------- |
| 1.  | 27 de mayo de 2002      | Turín     | Tierra batida | Vadim Kutsenko       | 4-6 6-4 6-3 |
| 2.  | 11 de noviembre de 2002 | Knoxville | Dura          | Mardy Fish           | 6-3 6-4     |
| 3.  | 21 de julio de 2003     | Hilversum | Tierra batida | John van Lottum      | 6-3 6-1     |
| 4.  | 14 de abril de 2008     | Atenas    | Tierra batida | Adrian Cruciat       | 6-3 6-3     |